# Dickkopf-Furchenbiene
Die Dickkopf-Furchenbiene (Halictus maculatus) ist eine Wildbiene der Familie Halictidae.

## Merkmale
Die Dickkopf-Furchenbiene ist etwa 8 bis 10 mm lang, sie ist dunkel gefärbt, ohne Metallglanz, mit hell behaarten Tergitendbinden, diese sind in der Mitte deutlich unterbrochen. Die Weibchen sind an dem kubischen Kopf und den breiten Schläfen zu erkennen. Es gibt mehrere Arten von Lasioglossum, die eine ähnliche Behaarung an den Tergitendrändern haben, diese ist aber viel spärlicher und feiner als bei Halictus.

## Verbreitung
Die Art ist insgesamt sehr weit verbreitet, praktisch in ganz Europa, von Portugal bis zum Baikalsee.
Die Dickkopf-Furchenbiene besiedelt trockenwarme Magerrasen, Streuobstwiesen, Hochwasserdämme und Ruderalflächen. Es werden sowohl Sandböden als auch Lössgebiete besiedelt.

## Lebensweise
Halictus maculatus ist eine (primitiv) eusoziale Bienenart. Die Nestgründung erfolgt meistens durch ein einzelnes Weibchen, das begattet ist und überwintert hat. Es kommen aber auch Nestgründungen durch mehrere Weibchen (polygyn) vor. Häufig sind Nestaggregationen von mehreren Dutzend bis vielen Hundert Nestern an vegetationsfreien oder schütter bewachsenen Stellen, auf ebenen oder flach geneigten Flächen, seltener auch an Steilwänden oder Abbruchkanten. Die Nesteingänge haben einen Tumulus und werden über Nacht verschlossen.
Bei der Nestgründung durch ein einzelnes Weibchen beginnt dieses ab Anfang April mit dem Nestbau. Die Brutzellen werden in etwa 10 cm Tiefe angelegt, mit Pollen verproviantiert und die Zellen verschlossen. Aus der ersten Brut schlüpfen vor allem Weibchen. Diese sind Arbeiterinnen, die sich aber kaum von der Nestgründerin unterscheiden. Aus der zweiten Brut schlüpfen dann ab Juli Männchen und Weibchen, die nach der Begattung in das mütterliche Nest zurückkehren. Monogyne Nester sind im Frühjahr etwa 6 bis 12 cm tief und enthalten 4 bis 7 Brutzellen.
Bei polygyner Nestgründung überwintern bis zu 10 begattete Weibchen gemeinsam in ihrem Geburtsnest. Davon gründen dann zwei bis drei Weibchen gemeinsam eine neue Gemeinschaft. Das größte Weibchen hat reife Oozyten, die anderen sind als Sammlerinnen tätig. Sie bauen weitere Brutzellen bis erste, oft etwas kleinere Arbeiterinnen erscheinen und die Arbeit weiterführen. Der Nesteingang wird im Sommer von Arbeiterinnen bewacht. Auch diese können teilweise begattet werden und Eier im Nest ablegen.
Polygyne Nester sind bis zu 25 cm tief und haben 10 bis 14 Zellen. Die Arbeiterinnen graben die Nester bis zu 35 cm, wobei sich die Gänge mehrfach verzweigen. Im Sommer können bis zu 40 Brutzellen in einem Nest sein, der Eingang zu größeren Nestern wir verbreitet, so dass zwei Bienen aneinander vorbeikönnen. Männchen fliegen bis Anfang Oktober.
Die Halictus Bienen sind polylektisch, sie sammeln Pollen von neun verschiedenen Pflanzenfamilien.
Parasiten: Kuckucksbienen, die an Halictus maculatus parasitieren sind Sphecodes ruviventris und vermutlich auch S. ephippius, S. gibbus und S. crassus.